# Franz Wembacher
Franz Wembacher (* 15. November 1958 in Bischofswiesen) ist ein ehemaliger deutscher Rennrodler.
Er bildete in den 1980er Jahren zusammen mit Hans Stanggassinger ein international sehr erfolgreiches Paar im Doppelsitzer. Ihr größter Erfolg war der Olympiasieg bei den Spielen 1984 in Sarajevo. Er und sein Partner Hans Stangassinger gewannen im Zweier die Goldmedaille und wurden dafür, wie alle Gewinner olympischer Medaillen, vom Bundespräsidenten mit dem Silbernen Lorbeerblatt ausgezeichnet.

## Erfolge
- 1981 Weltmeisterschaft in Hammarstrand: 3. Platz
- 1982 Europameisterschaft in Winterberg: 3. Platz
- 1983 Weltmeisterschaft in Lake Placid: 3. Platz
- 1984 Europameisterschaft in Olang: 2. Platz
- 1984 Olympische Spiele in Sarajevo: 1. Platz

Zudem war er in den Jahren 1981, 1983 und 1984 deutscher Meister im Doppelsitzer.

### Weltcupsiege
Doppelsitzer
| Nr. | Datum         | Ort       | Bahn                                  |
| --- | ------------- | --------- | ------------------------------------- |
| 1.  | 5. März 1978  | Königssee | Kombinierte Kunsteisbahn am Königssee |
| 2.  | 22. Feb. 1981 | Königssee | Kunsteisbahn Königssee                |
| 3.  | 24. Jan. 1981 | Königssee | Kunsteisbahn Königssee                |
| 4.  | 21. Feb. 1982 | Königssee | Kunsteisbahn Königssee                |
| 5.  | 27. Feb. 1983 | Königssee | Kunsteisbahn Königssee                |

## Privat
Sein Bruder Anton war ebenfalls ein guter Rennrodler und Teilnehmer an den Olympischen Winterspielen 1980 im Rennrodeln.